# Pădurea Craiului

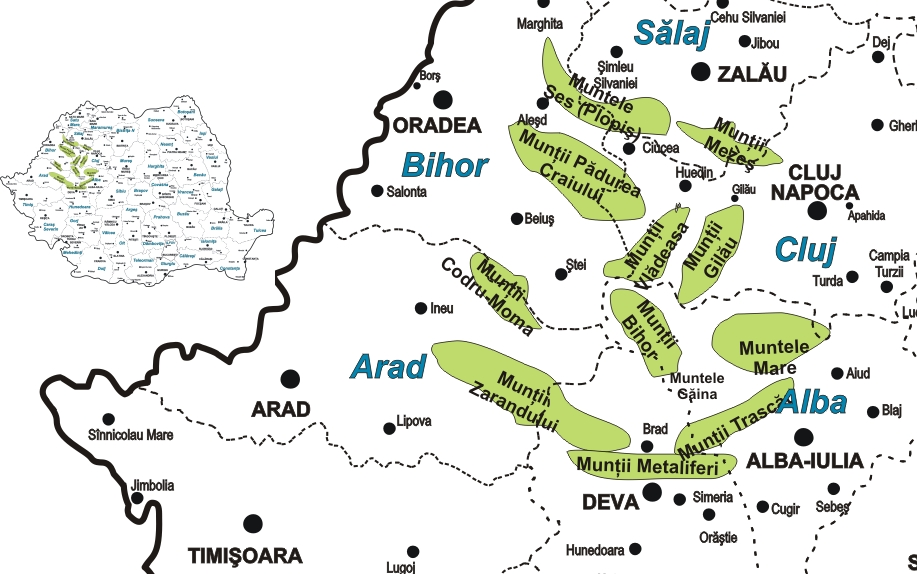
Główne pasma Gór Zachodniorumuńskich

Pădurea Craiului (542.33; węg. Király-erdő; rum. i węg. „Królewski Las”) – góry w zachodniej Rumunii (w Siedmiogrodzie). Należą do grupy Gór Kereszu w Górach Zachodniorumuńskich (Apuseni). 
Góry Pădurea Craiului stanowią jedną z zachodnich odnóg Masywu Biharu, wcinającą się w Nizinę Cisy. Od południa opadają w kotlinę Beiuș, od północy w kotlinę Vad. Za granicę gór Pădurea Craiului z Masywem Biharu uważa się dolinę rzeki Iad. Najwyższym szczytem jest Hodrâncușa – 1027 m n.p.m. Grzbiet obniża się ze wschodu na zachód, opadając na zachodnim skraju do 400–500 m n.p.m. Przedłużeniem gór Pădurea Craiului na zachodzie jest pasmo wzgórz Dealurile Vestice. 
Góry Pădurea Craiului zbudowane są przeważnie z wapieni jurajskich i kredowych z rozwiniętymi zjawiskami krasowymi z udziałem skał krystalicznych i osadowych, zwłaszcza na zachodzie. 